# Антоан Шаспо
Антоан Алфонс Шаспо (на френски: Antoine Alphonse Chassepot) (* 4.03.1833 в г. Мюциг, Франция; † 5.02.1905 в Гани, Франция) е френски оръжейник и изобретател, известен с изобретената и наречена на него пушка (пушката на Шаспо).

## Биография
Антоан Алфонс Шаспо е работник в оръжейната фабрика „Сен Тома“ в Париж, като през 1858 г. става служител там. През 1863 година той представя във френското Военно министерство своя модел на пушка със задно пълнене, в началото с капсулно възпламеняване и без унитарен патрон, а по-късно подобие на немската иглянка на Николаус фон Драйзе и с унитарен патрон. Първоначално на пушката не е обърнато достатъчно внимание. Чак през 1866 година (войните на Германия срещу Австро-Унгария и Дания), когато иглянката на Драйзе доказва предимството на пушката със задно пълнене, пушката на Шаспо (иглянка) се приема на въоръжение във френската пехота и лека кавалерия под официалното наименование fusil modèle 1866. До 1870 г. пушките се произвеждат в оръжейната фабрика в неговия роден град.
Антоан Алфонс Шаспо е награден с Ордена на почетния легион и премия от 30 000 франка.